# 上海制皂厂
31°16′19″N 121°33′20″E / 31.271883°N 121.555466°E
上海制皂厂，又称上海制皂有限公司，旧称英商中国肥皂股份有限公司、中国肥皂公司，是一家位于中华人民共和国上海市的化工公司。除了专业生产肥皂、香皂、甘油之外，还生产油酸、硬脂酸等油化产品。

## 沿革
1923年2月15日，利华兄弟旗下的英商中国肥皂股份有限公司（英語：China Soap Company Limited）进行改组，在香港登记注册，登记资本额为法币八百万元，分为八十万股。随后以八十万两白银，在杨树浦路沿江一带购置土地两百余亩，正式开始建造制皂厂，期间吞并兼并其他小厂，同时向英国定制大型现代化制皂设备；1925年初正式投产，它是当时远东最大的制皂厂，有煮皂机14台、锅炉5台、撞印车2台、冷板车2台，主要生产祥茂牌洗衣皂。1929年，该公司发展迅速，年产“日光”、“利华”、“祥茂”等牌号肥皂70万箱。1932年，增设香皂车间，生产力士牌香皂。为扩大销售规模，公司在南京路外滩（今中山东一路）18号，设立总营业部，并在中国各省设立分销处。之后公司曾与上海本地华商包括五洲固本药皂厂、中国化学工业社、中央香皂厂等展开市场竞争，其中最著名的是与五洲固本药皂厂进行的价格倾销战。
抗日战争爆发后，因工厂位于日军控制范围，范围内实行的交通管制导致销量低迷。1941年12月，日本对美国发动太平洋战争，侵华日军完全占领上海租界。该公司被日商帝国油脂公司侵占，只能为日军生产少量的甘油和军用肥皂。抗日战争结束后，英商中国肥皂公司才逐步恢复“日光”牌等肥皂的生产。公司热衷于慈善事业，曾不时地向国内各慈善和社会福利机构、宗教团体、学校等捐赠肥皂。1948年6月7日，宋庆龄以孙中山夫人的名义，代表中国福利会向英商中国肥皂有限公司发来英文感谢信。但由于战后美国势力进入中国，英商失去战前的特权优势，公司必须依照中国法律交纳税款，遵守外汇管理和进出口限制条例，加之通货紧缩、货币贬值急剧恶化，原料供应紧张，业务不断下滑。

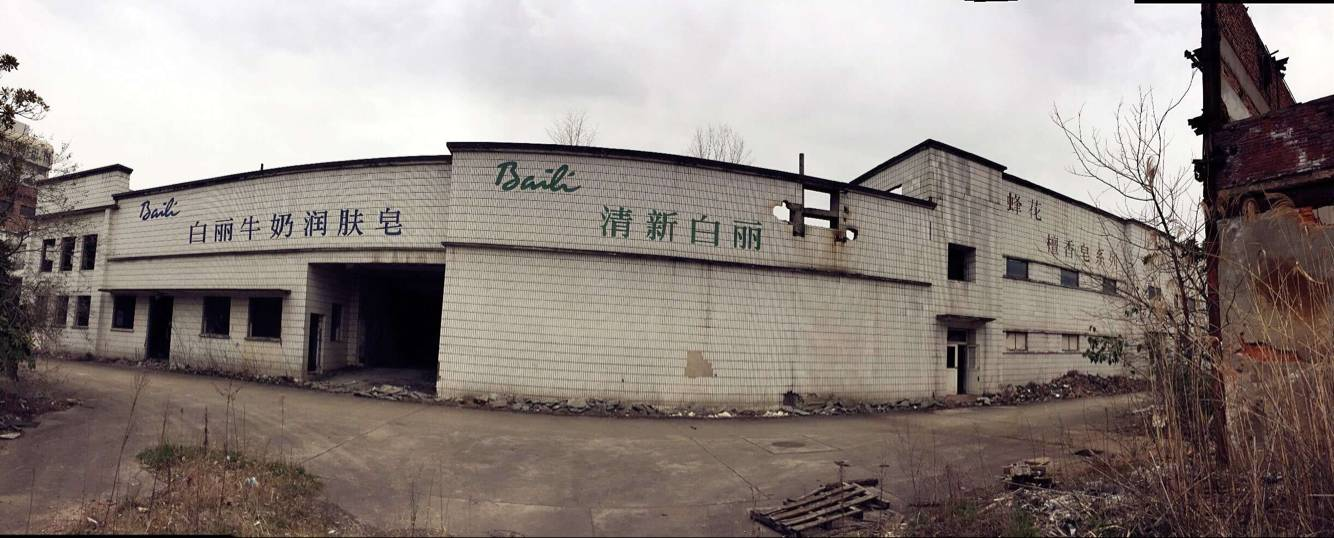
上海制皂有限公司白丽香皂工厂

上海战役后，中国人民解放军接管上海，外资开始撤离。英籍经理与管理人员离开上海，公司委托华商高级职员戚惠昌、陈鸿钧、郭锦鸿三人主持日常生产和产品销售。1952年7月1日，英商利华中国肥皂有限公司因无心经营，造成资金短缺，积欠人民银行贷款和税款达241.284万元，公司董事长授权华籍代理人戚惠昌为全权代表与上海市人民政府签约，将该公司财产以资抵债，转让给上海市人民政府，改名为中国肥皂公司。公司由华东工业部隶属的上海益民工业公司管理，公司也因此被称为“华东工业部中国肥皂公司”。
1957年7月，改名为上海制皂厂。1959年前后，该厂陆续合并了中央香皂厂、中亚肥皂厂、裕华化学工业有限公司、明星家用化学品厂、五洲大药房有限公司、新一化工厂、中国化学工业社、丽来化学工业厂有限公司等企业，扩大了生产能力。1961年为解决原料油脂不足问题，工厂建造了一个以石蜡为主要原料，年产5千吨的合成脂肪酸车间；后经改造和扩建，生产能力逐步增加。
1986年，全国第二次工业普查中被授予国家级先进单位。1987年总产值24085万元，利润4341万元，肥皂出口5705吨，出口产值2286万元，创汇566万美元。1989年，该厂是中国大陆规模最大的一家制皂专业工厂，年产皂类产品10万吨以上，主要产品为各种洗衣皂（占中国大陆产量的10%）、各种香皂（占中国大陆产量的25%）。1990年工业总产值44800万元，实现利税8156万元；香皂产量28297吨，洗衣皂产量52355吨，甘油产量4947吨；出口创汇618万美元，当时各项指标均占中国大陆同行业第一。同年，被评为国家一级企业。1994年，成立由上海制皂厂控股的中外合资企业上海制皂有限公司，隶属于之后成立的上海制皂集团有限公司（合并上海制皂厂、上海油墨厂）。
2023年2月，上海制皂召开品牌战略升级发布会，先后推出多款新产品，还发布了首个虚拟人“阿拉ALA”以及专属数字藏品。
2024年2月，旗下的上海药皂和蜂花品牌入选商务部第三批中华老字号名单。

## 产品
上海制皂厂主要产品有：
- 蜂花牌系列香皂

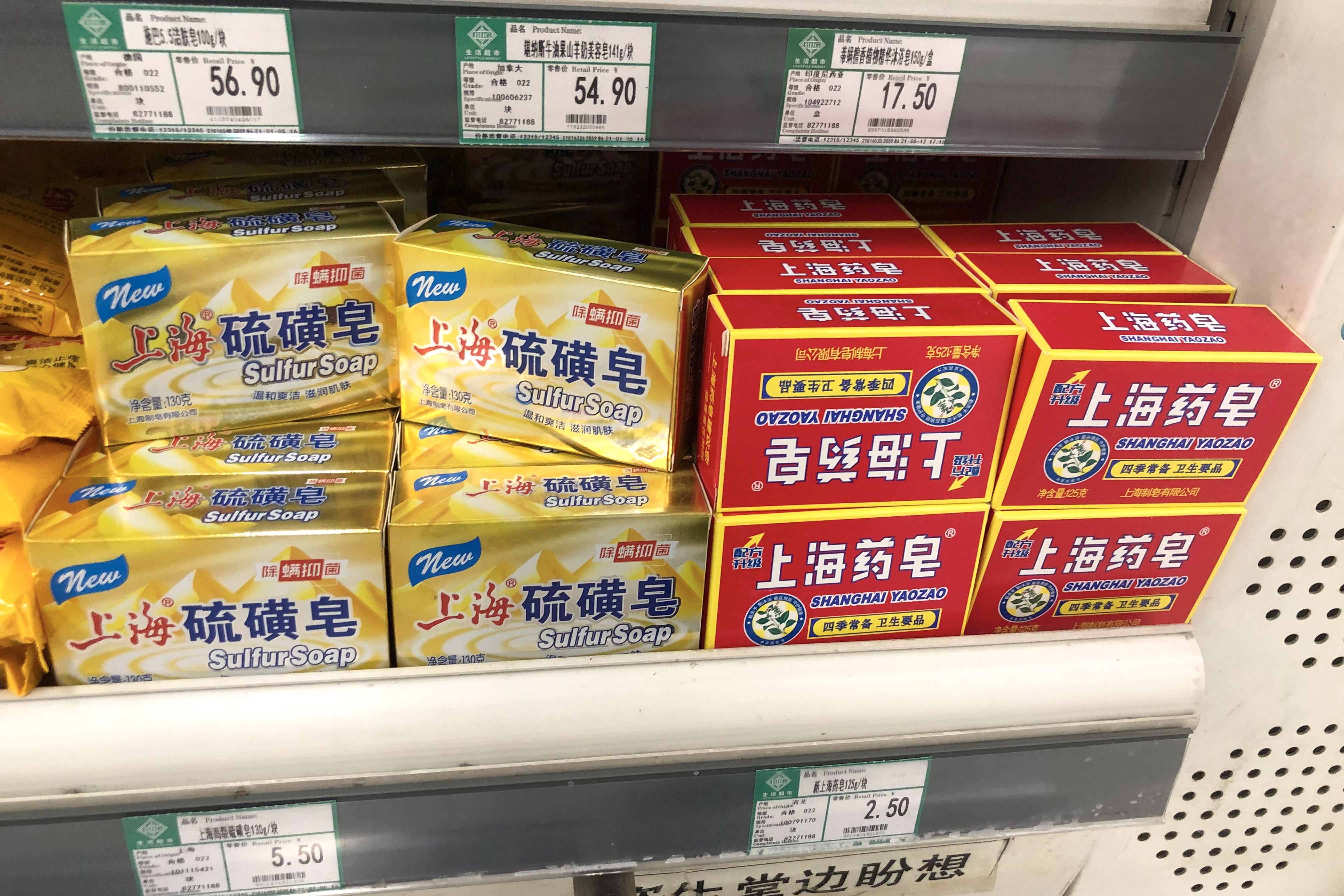
在北京销售的上海硫磺皂及药皂

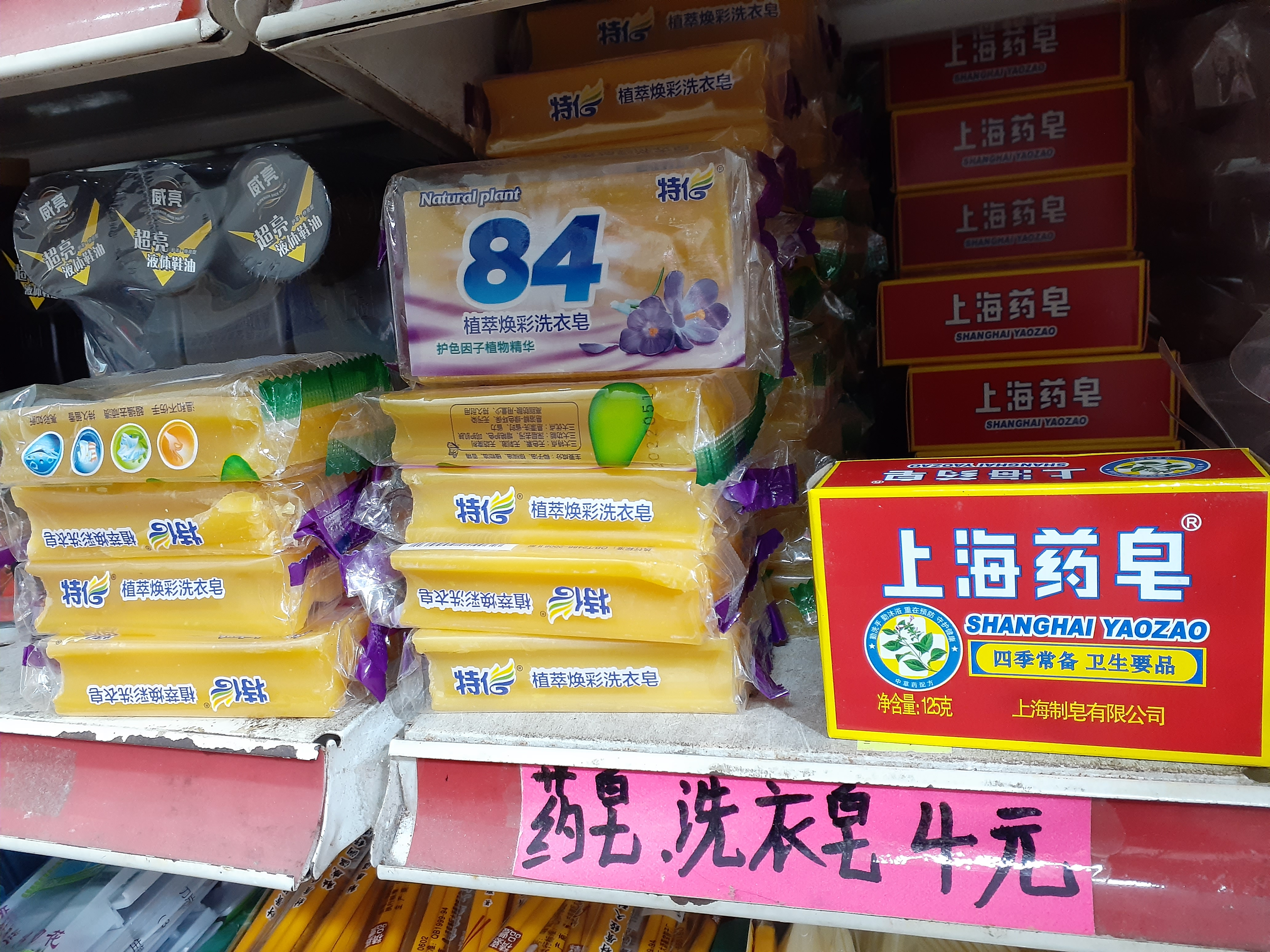
在香港销售的上海藥皂

- 美加净系列皂（获1980年轻工业部科技成果奖[18]）
- 裕华系列香皂
- 白丽香皂系列
- 扇牌洗衣皂（1981年上海市优质产品[18]、2005年上海市著名商标）
- 上海肥皂（1980年上海市轻工业局优良产品[18]）
- 上海药皂
- 固本洗衣皂
- 天鹅香皂（1981年轻工业部优级产品[18]）
- 海鸥硫磺香皂（上海市名牌产品[18]）

## 著名领导

### 厂长
- 张金钺（1985年1月[15]-？）

### 副厂长
- 江泽民（1952年-1953年[23]:70-71[24]:58）

## 其他
自1980年代以来，该厂设立的门市部一直提供散装洗涤品，媒体报道其为上海现存仅有的仍在专门做散装销售生意的门市部。2023年年初，门市部因厂址调整将短暂歇业，直至11月8日恢复。上海制皂还在杨浦区大桥街道慈善超市、长白新村街道慈善超市开设“零拷服务点”。